# 魏天录
魏天录（1908年2月16日—2011年5月21日），中国人民解放军将领、中国人民解放军开国少将。
曾任海军工程部政委。1955年，授予中国人民解放军少将。